# والنوت (كاليفورنيا)
والنوت (بالإنجليزية: Walnut)‏ هي إحدى مدن مقاطعة لوس أنجليس، كاليفورنيا. تم إعطاءها لقب مدينة في 19 يناير، 1959.

## التركيبة السكانية
حدّد مكتب تعداد الولايات المتحدة بيانات التركيبة السكانية لوالنوت في تعداد الولايات المتحدة. في ما يلي، التركيبة السكانية حسب تعدادي 2000 و2010.

### تعداد عام 2000
بلغ عدد سكان والنوت 30,004 نسمة بحسب تعداد عام 2000، وبلغ عدد الأسر 8,260 أسرة وعدد العائلات 7,580 عائلة مقيمة في المدينة. في حين سجلت الكثافة السكانية 1,287.7 نسمة لكل كيلومتر مربع (3,335.1/ميل2). وبلغ عدد الوحدات السكنية 8,395 وحدة بمتوسط كثافة قدره 360.3 لكل كيلومتر مربع (933.2/ميل2).
وتوزع التركيب العرقي للمدينة بنسبة 28.37% من البيض و4.20% من الأمريكيين الأفارقة و0.24% من الأمريكيين الأصليين و55.75% من الأمريكيين ذوي الأصول الآسيوية و0.08% من سكان جزر المحيط الهادئ و7.65% من الأعراق الأخرى و3.71% من عرقين مختلطين أو أكثر و19.34% من الهسبانيون أو اللاتينيون من أي عرق.
بلغ عدد الأسر 8,260 أسرة كانت نسبة 55.3% منها لديها أطفال تحت سن الثامنة عشر تعيش معهم، وبلغت نسبة الأزواج القاطنين مع بعضهم البعض 77.1% من أصل المجموع الكلي للأسر، ونسبة 9.9% من الأسر كان لديها معيلات من الإناث دون وجود شريك، بينما كانت نسبة 4.8% من الأسر لديها معيلون من الذكور دون وجود شريكة وكانت نسبة 8.2% من غير العائلات. تألفت نسبة 5.8% من أصل جميع الأسر من عدة أفراد يعيشون في نفس المنزل ونسبة 1.3% كانت تتألف من شخص يعيش بمفرده يبلغ من العمر 65 عاماً أو أكثر. وبلغ متوسط حجم الأسرة المعيشية 3.63، أما متوسط حجم العائلات فبلغ 3.74.
بلغ العمر الوسطي للسكان 37.2 عاماً. وكانت نسبة 27.8% من القاطنين تحت سن الثامنة عشر، وكانت نسبة 9.8% بين الثامنة عشر والرابعة والعشرين عاماً، ونسبة 27.1% كانت واقعةً في الفئة العمرية ما بين الخامسة والعشرين والرابعة والأربعين عاماً، ونسبة 28.3% كانت ما بين الخامسة والأربعين والرابعة والستين، ونسبة 6.9% كانت ضمن فئة الخامسة والستين عاماً فما فوق. يوجد لكل 100 أنثى 96.8 ذكر، ويوجد لكل 100 أنثى في الثامنة عشر من عمرها فما فوق 93.7 ذكر.
بلغ متوسط دخل الأسرة في المدينة 81,015 دولارًا، أما متوسط دخل العائلة فبلغ 82,977 دولارًا. وكان متوسط دخل الذكور 51,944 دولارًا مقابل 36,197 دولارًا للإناث. وسجل دخل الفرد الخاص بالمدينة 25,196 دولارًا. وكانت نسبة 5.8% من العائلات ونسبة 6.5% من السكان تحت خط الفقر، وكان من هؤلاء نسبة 8% تحت سن الثامنة عشر ونسبة 6.3% في الخامسة والستين من العمر وما فوق.

### تعداد عام 2010
بلغ عدد سكان والنوت 29,172 نسمة بحسب تعداد عام 2010، وبلغ عدد الأسر 8,533 أسرة وعدد العائلات 7,677 عائلة مقيمة في المدينة. في حين سجلت الكثافة السكانية 1,252 نسمة لكل كيلومتر مربع (3,242.7/ميل2). وبلغ عدد الوحدات السكنية 8,753 وحدة بمتوسط كثافة قدره 375.7 لكل كيلومتر مربع (973.1/ميل2).
وتوزع التركيب العرقي للمدينة بنسبة 23.70% من البيض و2.82% من الأمريكيين الأفارقة و0.24% من الأمريكيين الأصليين و63.65% من الأمريكيين ذوي الأصول الآسيوية و0.10% من سكان جزر المحيط الهادئ و6% من الأعراق الأخرى و3.50% من عرقين مختلطين أو أكثر و19.11% من الهسبانيون أو اللاتينيون من أي عرق.
بلغ عدد الأسر 8,533 أسرة كانت نسبة 40.9% منها لديها أطفال تحت سن الثامنة عشر تعيش معهم، وبلغت نسبة الأزواج القاطنين مع بعضهم البعض 73.8% من أصل المجموع الكلي للأسر، ونسبة 11.5% من الأسر كان لديها معيلات من الإناث دون وجود شريك، بينما كانت نسبة 4.6% من الأسر لديها معيلون من الذكور دون وجود شريكة وكانت نسبة 10% من غير العائلات. تألفت نسبة 7.3% من أصل جميع الأسر من عدة أفراد يعيشون في نفس المنزل ونسبة 2.8% كانت تتألف من شخص يعيش بمفرده يبلغ من العمر 65 عاماً أو أكثر. وبلغ متوسط حجم الأسرة المعيشية 3.41، أما متوسط حجم العائلات فبلغ 3.55.
بلغ العمر الوسطي للسكان 43.1 عاماً. وكانت نسبة 20.9% من القاطنين تحت سن الثامنة عشر، وكانت نسبة 10.6% بين الثامنة عشر والرابعة والعشرين عاماً، ونسبة 20.9% كانت واقعةً في الفئة العمرية ما بين الخامسة والعشرين والرابعة والأربعين عاماً، ونسبة 35.4% كانت ما بين الخامسة والأربعين والرابعة والستين، ونسبة 12.2% كانت ضمن فئة الخامسة والستين عاماً فما فوق. وتوزع التركيب الجنسي للسكان بنسبة 49% ذكور و51% إناث.